# Syndicat des cadres de la sécurité intérieure
Le Syndicat des cadres de la sécurité intérieure (SCSI), anciennement Syndicat national des officiers de police (SNOP), est le principal syndicat d'officiers de police. Majoritaire, il a obtenu 51,59 % des suffrages et 4 sièges sur 8 à la Commission administrative paritaire du corps de commandement de la police nationale aux dernières élections professionnelles de 2022. 

## Historique
Né en 1972 de la volonté de fédérer tous les officiers de la Police nationale au sein d’une organisation unique, le Syndicat National Autonome des Policiers en Civil (SNAPC) a réuni en son sein les inspecteurs et enquêteurs de police. Représentant depuis lors la majorité des personnels civils d’investigation et d’enquête, après la réforme des corps et carrières de la Police nationale en septembre 1995, il rassemble également les adhérents du Syndicat National des Officiers (officiers de paix, commandant les effectifs en tenue) et devient le Syndicat National des Officiers de Police : SNOP. 
Son changement de dénomination date du 1er janvier 2012. C'est à cette date qu'il ouvre ses statuts à l'adhésion de commissaires de police. Le SCSI revendique en effet que les officiers de police et les commissaires de police soient réunis dans un seul corps. Fin janvier 2014 le Conseil national du SCSI vote pour la fin de l'affiliation à l'Union nationale des syndicats autonomes (UNSA) et décide de rejoindre la Confédération française démocratique du travail (CFDT).

## Valeurs
Se situant au-delà des partis, des religions et des philosophies[réf. nécessaire], le SCSI se veut un syndicat autonome, libre et indépendant, se référant à la Déclaration des Droits de l’Homme et du Citoyen. Il fait partie en 1988 des organisations fondatrices du Conseil Européen des Syndicats de Police (CESP), organisation non gouvernementale qui promeut les intérêts professionnels des policiers auprès des instances européennes.

## Représentativité
| Syndicats | 2006    | 2010    | 2014    | 2018    | 2022    |
| --------- | ------- | ------- | ------- | ------- | ------- |
| SNOP/SCSI | 53,19 % | 54 %    | 51,58 % | 54,26 % | 51,59 % |
| Synergie  | 44,80 % | 44,50 % | 41,68%  | 41,61 % | 44,57 % |

Le SCSI est également représenté au sein du Conseil d’Administration de l’ENSP, du Comité Technique 
Ministériel (CTM) du ministère de l'Intérieur et dans plusieurs instances nationales et départementales. 